# Radioplane OQ-2
OQ-2 Radioplane — первый ДПЛА-мишень, появившийся в США, и поступивший в массовое производство. Является беспилотным радиоуправляемым самолётом-высокопланом нормальной схемы с поршневым двигателем. Предназначался для обучения зенитных расчетов.

## История
История целенаправленной разработки и изготовления БПЛА OQ-2 для военных применений связана с Денни Реджинальдом. Во время Первой мировой войны он служил в британской королевской авиации сухопутных войск. Затем эмигрировал в США для работы актёром в Голливуде. Преуспевая в актёрской деятельности Дени Реджинальд в тридцатых годах проявил интерес к радиоуправляемым авиамоделям. Совместно с другими коммерческими партнёрами, он создал компанию «Реджинальд Денни Индастриз» («Reginald Denny Industries»), а в 1934 году открыл магазин по продаже радиоуправляемых авиамоделей для хобби («Reginald Denny Hobby Shops»).

Магазин развился в компанию «Radioplane Company». Денни Реджинальд полагал, что дешёвые радиоуправляемые самолёты будут весьма полезны для обучения расчётов зенитной артиллерии. В 1935 году он продемонстрировал армии США прототип радиоуправляемого самолёта-мишени RP-1. Затем, в 1938 году, Дени купил разработку Уолтера Хаммонда Райтера (Walter Hammond Righter, 1905 - 1982) и начал изготавливать и продавать эти самолёты под торговой маркой «Dennymite». Данный БЛА под наименованием RP-3 был ещё раз продемонстрирован армии США, затем, в 1939 году, он представил модифицированный самолёт RP-4 .
В 1940 армия США заказала фирме «Radioplane Company» 53 ДПЛА RP-4, названных OQ-1, для использования в качестве радиоуправляемых самолётов-мишеней. В 1941 году армия США разместила значительно более крупный заказ на почти идентичный ДПЛА RP-5, названный в армии OQ-2. ВМФ США также закупили эти ДПЛА, назвав их TDD-1 (от англ. «Target Drone Denny» — самолёт-мишень Денни). Изготовлением тысяч ДПЛА был занят принадлежащий Radioplane завод, располагавшийся на территории аэропорта Van Nuys в пригороде Лос-Анджелеса.
На этом же заводе, в 1944 году, работала неизвестная тогда Норма Джин Мортенсен. Там же её приметил фотограф Дэвид Коновер, снимающий фоторепортаж для журнала «Янки». Сегодня она известна под именем Мэрилин Монро.
За время Второй мировой войны фирма Radioplane произвела около 15 тысяч ДПЛА серий OQ-2, OQ-3 и OQ-14. В 1952 фирма Radioplane была продана компании Northrop.

## Характеристики
Мишени оснащёны двухтактным двухцилиндровым двигателем внутреннего сгорания мощностью 6 л.с. с двумя соосными пропеллерами. Скорость его достигала 85 км/ч. Система радиоуправления была разработана и производилась фирмой Bendix.
Взлёт производился стартовой катапульты, посадка (в случае, если мишень не была уничтожена на учениях) осуществлялась с помощью парашюта, автоматически выстреливающегося при потере контакта с станцией управления. Вопреки порой встречающимся утверждениям, OQ-2 не могла приземляться на летную полосу; установленное на некоторых образцах шасси служило только для смягчения удара о землю при приземлении с парашютом.

## Спецификация OQ-2
- Длина 2,65 м
- Размах 3,73 м
- Взлётный вес 47 кг
- Двигатель — ДВС двухтактный двухцилиндровый «Righter O-15»
  - мощность 5 кВт
- Максимальная скорость 137 км/ч
- Максимальное время полёта 1 час